# Campoformido
Campoformido is een gemeente in de Italiaanse provincie Udine (regio Friuli-Venezia Giulia) en telt 7374 inwoners (31-12-2004). De oppervlakte bedraagt 22,0 km², de bevolkingsdichtheid is 345 inwoners per km².
Campoformido geniet bekendheid vanwege de Vrede van Campo Formio (1797) en de thuisbasis van de Frecce Tricolori.

## Demografie
Campoformido telt ongeveer 2928 huishoudens. Het aantal inwoners steeg in de periode 1991-2001 met 7,7% volgens cijfers uit de tienjaarlijkse volkstellingen van ISTAT.
| Jaar | Inwoneraantal |
| ---- | ------------- |
| 1991 | 6728          |
| 2001 | 7244          |

## Geografie
Campoformido grenst aan de volgende gemeenten: Basiliano, Pasian di Prato, Pozzuolo del Friuli, Udine.

## Externe link

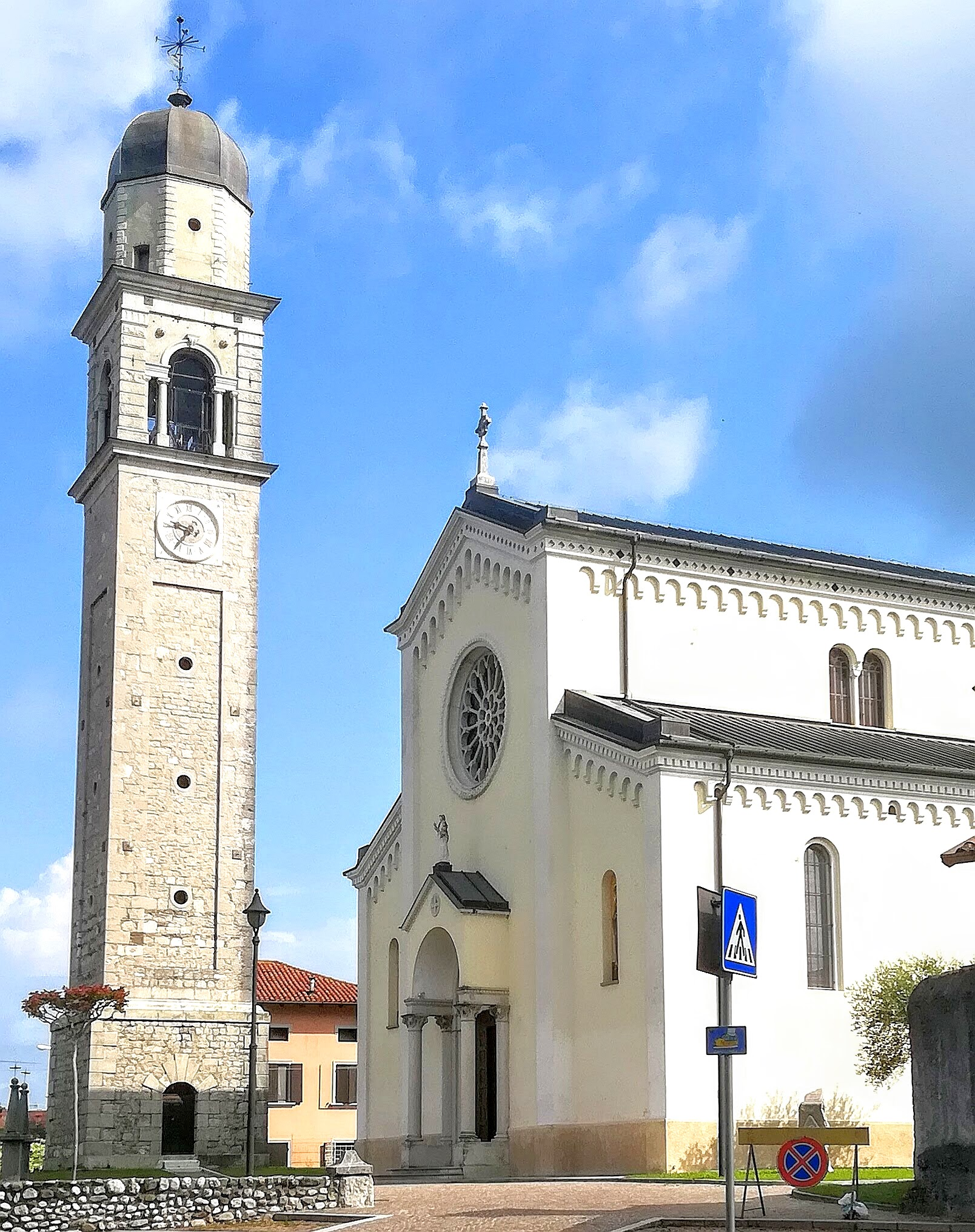
De kerk van Campoformido